# Pařížská dohoda (1954)
Pařížská dohoda označuje vojenskou dohodu ohledně začlenění Západního Německa a Itálie do struktur Západní Evropy, která byla podepsána v Paříži dne 23. října 1954. Dohoda vycházela z výsledků londýnské konference devíti západoevropských států v Londýně ve dnech 23. září – 3. října.
Dohoda znamenala konec poválečné okupace Západního Německa, jeho znovuvyzbrojení a zapojení do Severoatlantické aliance (NATO). Dále Západní Německo a Itálie přistoupily k bruselskému paktu z roku 1948, čímž vznikla vojensko-obranná Západoevropská unie. Integrace Německa měla některá omezení, jako zákaz vývinu atomových zbraní nebo některá práva Spojenců k Německu jako celku vyplývající z postupimské konference. Dohoda řešila také některé sporné otázky mezi Francií a Západním Německem.
Pařížská dohoda a vznik Západoevropské unie nahradily projekt Evropského obranného společenství z roku 1952, který nebyl ratifikován francouzským parlamentem. Dohoda byla jedním z kroků evropské integrace, vojenským sjednocením zemí na západ od Železné opony a důležitým milníkem studené války s Východním blokem. Ten na to reagoval uzavřením varšavské smlouvy 14. května 1955. Toto uspořádání Evropy určené vojenským pakty ustanovenými v Paříži a Varšavě v zásadě zůstalo až do konce studené války, pádu komunismu a rozpadu Východního bloku a Sovětského svazu v letech 1989–1991.
| Podpis Platnost Smlouvy   | 1948 Brusel                                             | 1951 1952 Pařížská        | 1954 1955 Paříž. doh.                     | 1957 1958 Římské                          | 1965 1967 Slučovací                                       | 1975 TREVI                                         | 1985 Schengenská                                   | 1986 1987 JEA                                      | 1992 1993 Maastrichtská                            | 1992 1993 Maastrichtská | 1997 1999 Amsterodamská | 2001 2003 Niceská  | 2007 2009 Lisabonská | 2007 2009 Lisabonská |  |  |  |  |  |  |  |  |
|                           |                                                         |                           |                                           |                                           |                                                           |                                                    |                                                    |                                                    |                                                    |                         |                         |                    |                      |                      |  |  |  |  |  |  |  |  |
| Tři pilíře Evropské unie: |                                                         |                           |                                           |                                           |                                                           |                                                    |                                                    |                                                    |                                                    |                         |                         |                    |                      |                      |  |  |  |  |  |  |  |  |
| Evropská společenství:    |                                                         |                           |                                           |                                           |                                                           |                                                    |                                                    |                                                    |                                                    |                         |                         |                    |                      |                      |  |  |  |  |  |  |  |  |
|                           | Evropské společenství pro atomovou energii (EURATOM)    |                           |                                           |                                           |                                                           |                                                    |                                                    |                                                    |                                                    |                         |                         |                    |                      |                      |  |  |  |  |  |  |  |  |
|                           |                                                         |                           | Evropské společenství uhlí a oceli (ESUO) | Evropské společenství uhlí a oceli (ESUO) | Evropské společenství uhlí a oceli (ESUO)                 | Evropské společenství uhlí a oceli (ESUO)          | Smlouva vypršela v roce 2002                       | Smlouva vypršela v roce 2002                       | Smlouva vypršela v roce 2002                       |                         | Evropská unie (EU)      | Evropská unie (EU) |                      |                      |  |  |  |  |  |  |  |  |
|                           |                                                         |                           | Evropské hospodářské společenství (EHS)   |                                           |                                                           |                                                    |                                                    |                                                    |                                                    |                         | Evropská unie (EU)      | Evropská unie (EU) |                      |                      |  |  |  |  |  |  |  |  |
|                           |                                                         |                           |                                           | Schengenská smlouva                       |                                                           |                                                    | Evropské společenství (ES)                         | Evropské společenství (ES)                         |                                                    |                         | Evropská unie (EU)      | Evropská unie (EU) |                      |                      |  |  |  |  |  |  |  |  |
|                           |                                                         | TREVI                     | TREVI                                     | TREVI                                     | Spolupráce v oblasti spravedlnosti a vnitřních věcí (SVV) |                                                    | Evropské společenství (ES)                         | Evropské společenství (ES)                         |                                                    |                         | Evropská unie (EU)      | Evropská unie (EU) |                      |                      |  |  |  |  |  |  |  |  |
|                           | Policejní a soudní spolupráce v trestních věcech (PJCC) | TREVI                     | TREVI                                     | TREVI                                     | Spolupráce v oblasti spravedlnosti a vnitřních věcí (SVV) |                                                    |                                                    |                                                    |                                                    |                         | Evropská unie (EU)      | Evropská unie (EU) |                      |                      |  |  |  |  |  |  |  |  |
|                           |                                                         |                           |                                           |                                           | Evropská politická spolupráce (EPS)                       | Společná zahraniční a bezpečnostní politika (SZBP) | Společná zahraniční a bezpečnostní politika (SZBP) | Společná zahraniční a bezpečnostní politika (SZBP) | Společná zahraniční a bezpečnostní politika (SZBP) |                         | Evropská unie (EU)      | Evropská unie (EU) |                      |                      |  |  |  |  |  |  |  |  |
| Bruselský pakt            | Bruselský pakt                                          | Západoevropská unie (ZEU) | Západoevropská unie (ZEU)                 | Západoevropská unie (ZEU)                 | Západoevropská unie (ZEU)                                 | Západoevropská unie (ZEU)                          | Západoevropská unie (ZEU)                          |                                                    |                                                    |                         |                         | Evropská unie (EU) |                      |                      |  |  |  |  |  |  |  |  |
| Bruselský pakt            | Bruselský pakt                                          | Západoevropská unie (ZEU) | Západoevropská unie (ZEU)                 | Západoevropská unie (ZEU)                 | Západoevropská unie (ZEU)                                 | Západoevropská unie (ZEU)                          | Západoevropská unie (ZEU)                          | Smlouva vypršela v roce 2011                       |                                                    |                         |                         |                    |                      |                      |  |  |  |  |  |  |  |  |
|                           |                                                         |                           |                                           |                                           |                                                           |                                                    |                                                    |                                                    |                                                    |                         |                         | z • d • e          |                      |                      |  |  |  |  |  |  |  |  |